# Brainiac: Science Abuse
Brainiac (eszement): egy brit tv-műsor sorozat címe, mely furcsa megvilágításban ábrázolja a hétköznapi tárgyak, cselekvések események tudományos természetét, miközben humorosan oktató jelleggel, ám nem reprezentatív kísérletekkel bizonyítani próbálja a legkülönfélébb dolgok bizonyos nézőpontból való megfigyeléseinek nem várt eredményeit, olyan hihetetlen ötletekkel, amelyekről csak egy igazi eszement tudja elképzelni, hogy azoknak lehet valami valóságalapja.

## Külső hivatkozások
- Brainiac: Science Abuse az Internet Movie Database oldalon (angolul)
- Sky1 Brainiac weboldal
- G4 Brainiac weboldal Archiválva 2008. április 24-i dátummal a Wayback Machine-ben